# Anne de Pérusse des Cars
Pour les autres membres de la famille, voir Maison de Pérusse des Cars.
Anne de Pérusse d'Escars de Givry (Paris, 29 mars 1546 - Vic-sur-Seille, 19 avril 1612) a été cardinal, évêque de Lisieux puis évêque de Metz. Homme consciencieux et politique avisé, il saura ne pas porter trop loin son engagement pour la Ligue après la conversion et le sacre d'Henri IV.

## Biographie
Né le 29 mars 1546, il est le fils de Jacques Ier de Pérusse, seigneur des Cars, de Juillac et de Ségur, conseiller et chambellan du roi, et de sa seconde épouse Françoise de Longwy (-Neublans ; fille de Jean IV de Longwy, seigneur de Pagny et de Givry-sur-le-Doubs, et de Jeanne d'Angoulême), comtesse de Givry et veuve de Philippe Chabot. Il a pour demi-frères, nés d'un premier lit : le capitaine François de Pérusse des Cars (1561-1595) et Charles (1536-1614), évêque de Poitiers puis évêque-duc de Langres. Sa condition de cadet et sa constitution malingre lui interdisent le métier des armes.
Par son grand-père Charles d'Orléans-Angoulême, Anne/Annet de Pérusse est un cousin issu de germain des derniers rois de la Maison de Valois (François II, Charles IX, Henri III), et d'Henri de Bourbon-Navarre (Henri IV) comme de sa première épouse Marguerite de Valois, sœur des derniers Valois.
Après des études à Paris, il intègre tôt l'ordre des bénédictins à l'abbaye de Saint-Bénigne de Dijon pour obéir aux désirs paternels ; il en devient abbé commendataire en 1570. Il est abbé commendataire des abbayes Notre-Dame de Molesme en 1575 et 1577, et de Saint-Pierre-et-Saint-Paul de Pothières.
Élu évêque de Lisieux le 1er octobre 1584, il prend ses fonctions le 1er mai 1585.
Anne de Pérusse est créé cardinal le 5 juin 1596 par Clément VIII. Il prend le nom de sa mère, devenant le « cardinal de Givry » comme son grand-oncle Claude de Longwy. Il écartèle alors ses armes avec le blason maternel.
Son ralliement à Henri IV ne se fait pas si aisément. Il croit devoir se réfugier à Rome pour se soustraire au ressentiment du roi. En juillet 1596, en visite à Paris, le Légat du Pape, cardinal de Florence, intervient en sa faveur. La réponse royale n'est pas des plus paisibles :
Le Roi me répondit que le cardinal de Givry était un porte étendard de la Ligue et qu'il s'était arrangé pour être fait cardinal non par son entremise mais par celle du duc de Mayenne, et de Joyeuse ; aussi lui semblait-il pénible de lui pardonner. Je répondis que ce personnage n'avait pas brigué le cardinalat et qu'il ne s'y attendait point. Le secrétaire qui nous servait d'interprète M. de Fresnes, et à qui j'en avais d'abord parlé, vint à mon aide et apaisa le Roi. Celui-ci, après que je lui eus dit tout ce que je savais, finit par déclarer que, pour l'amour de Notre-Seigneur, il ferait tout, mais que ce n'était pas le lieu de traiter pareille question.
Il abandonne la direction de l'évêché de Lisieux vers 1598.
Anne cherche à prouver sa fidélité au roi, qui peut compter sur sa docilité. Or, Henri IV souhaite confier l'évêché de Metz, tenu depuis 1484 par la Maison de Lorraine, à son bâtard Henri de Bourbon-Verneuil. Cela est refusé par le pape, l'enfant n'étant âgé que de sept ans. Le cardinal de Givry est donc choisi à sa place en attendant sa majorité, et nommé évêque de Metz le 23 mai 1608 par le pape Paul V.
« Vigilant défenseur des intérêts catholiques », il est membre de plusieurs congrégations romaines, et s'attire « la vénération publique par le prestige d'une grande piété ». Il soutient notamment l'Ordre de la Visitation en ses débuts.
Il meurt le 19 avril 1612 à Vic-sur-Seille. Il est enterré dans la cathédrale Saint-Étienne de Metz, et Henri de Verneuil lui succède alors au siège de Metz.